# Филип Херевеге
Филип Херевеге, (на нидерландски: Philippe Herreweghe) е белгийски (фламандски) диригент.

## Биография и творчество
Учи медицина и психиатрия в Гентския университет и музика в Гентската консерватория. През 1970 г. създава хора Collegium Vocale Gent. Николаус Арнонкур и Густав Леонхардт го канят заедно с хора му за запис на всички кантати на Йохан Себастиан Бах. През 1977 г. създава в Париж ансамбъл La Chapelle Royale, изпълняващ френска музика от епохата на Възраждането и барока. Впоследствие създава и други музикални изпълнителски колективи – Ensemble Vocal Européen, Orchestre des Champs-Élysées. През 1982 – 2002 г. Херевеге е музикален директор на летния фестивал Les Académies Musicales de Saintes. Освен това е дирижирал най-големите европейски оркестри, включително „Оркестър Концертгебау“. От 1997 г. ръководи Кралския филхармонически оркестър на Фландрия.

## Признание
През 1990 г. европейската преса нарича Херевеге „музикалната личност на годината“. През 1993 г. той и неговият Collegium Vocale са наречени посланици на културата на Фландрия. Кавалер е на Ордена за литература и изкуство (1994 г.), почетен доктор на Льовенския католически университет (1997 г.), кавалер на Ордена на Почетния Легион (2003 г.).